# 熊猫xiongmao
熊猫xiongmao（シェンマオ）とは、日本のバンドである。所属事務所は、ルーツ音楽出版・トップフライト。

## メンバー
- ゆかり（ボーカル）
- みうみ（ボーカル）
- たかし（ベース)
  - 現在[いつ?]はナミダ色☆妄想癖で活動中。
- しょう（ドラム）

## サポートメンバー
- UMEZY* （ギター）
- しょうや （ギター）
- ugazin （ギター）
- O.K.Z.（ギター）

## 略歴
1999年に、ゆかりとたかしを中心に結成される。2002年5月にしょうが、そして2005年1月にみうみが加入し、現在のメンバーとなる。バンド名である「熊猫xiongmao」は、中国語でパンダを意味する「シェンマオ」（熊猫）が由来となっている。「英語ではない目立つバンド名がいい」「ラウドな音なのに女の子ヴォーカルらしい可愛いバンド名がいい」という事を元に、当時のメンバー間での話し合いにより、決定した。
結成当初よりオリエンタルな要素をコンセプトとしており、「上海」という曲が出来たのをきっかけに、歌詞の中にも中国語などが存在するようになった。
2001年、台湾でのNGO主催のイベントに参加。この出演がきっかけとなり、同世代の韓国や台湾のバンドとの交流がスタート。その後連絡を取り合いながら、再度台湾や韓国でのライブを行うようになった。
2007年6月13日、シングル「さくら」でユニバーサルミュージックよりメジャーデビュー。表題曲である「さくら」は、テレビ東京系ドラマ24『エリートヤンキー三郎』のオープニング・テーマになっている。この曲はそれ以前の2005年、NACK5の番組『MUSIC CHALLENGER』においてグランプリを獲得した楽曲であり、デビューシングルとして出すにあたり、リアレンジが施された。プロデューサーにはシライシ紗トリを起用した。
2008年1月より、ゆかりとみうみがレギュラーのバラエティ番組『￥0TV！うた力の旅』がスタート。「うたの力だけで東北を旅する音楽バラエティ」をコンセプトとしている。
2008年4月より全国30カ所を巡る初のツアー「TRAVELING PANDA TOUR 2008」が決定。
2009年5月16日のライブを最後に無期限活動休止に入ることを公式ホームページにて発表。

## 作品・CD
- 2001年　　 1stミニアルバム『FRESH!!!!!!!!!!』発売
- 2005年1月　自主制作デモCD「BUT...」発売
- 2006年4月『MUSIC CHALLENGER Grand Prix 2005』（コンピレーションアルバム／BIG GATEレーベル）発売
  - 「さくら」収録。
- 2007年3月　自主制作2ndミニアルバム『Ver.2.0』発売
- 2007年6月　メジャーデビューシングル「さくら」発売
- 2008年4月　GO-BANG'Sトリビュートアルバム『THE GREATEST VIVA GIRL'S』発売
  - 「チェリーボーイ」収録。